# ジークフリート・アルカン
ジークフリート・アルカン（Siegfried Alkan、1858年3月30日 - 1941年12月24日）は、ドイツの作曲家。

## 概要
アルカンはザールラント州ディリンゲン（当時はプロイセン、現在はドイツ）で、商人で音楽家の家庭にヨハネス・アルカンとヨハンナ・ボンの息子として生まれた。母親を通じて、彼は作曲家フェリックス・メンデルスゾーン、ファニー・メンデルスゾーン、ジャコモ・マイアベーアの遠いいとこに当たる。後者は、モーゼル地方出身のユダヤ人家族の末裔であった。
1938年、80代のジークフリート・アルカンは「水晶の夜」の犠牲者となった。  彼の楽器は破壊され、彼自身もナチスの軍勢に殴打された。晩年、彼は黄色い星を付けることを強制された。
現在、ジークフリート・アルカンの多くの作品は失われている。現在でも知られている作品としては、「Gruß an die Saar」(作品 32)、「O wüsstest du's」（作品 39）、「Neues Saarlied」(作品 91)、「Ur-Großmütterchen」(作品 80)などがある。 第一次世界大戦後には非常に人気があった。